# Haihover Juffer
Die Haihover Juffer ist eine Bronzestatue des Aachener Künstlers Bonifatius Stirnberg in der Gerbergasse in Geilenkirchen. Sie stellt eine Mischung von Hexe und Juffer dar, die in einer lokalen Sage vorkommt. Ihre Finger speien Wasser.
Der Legende nach war sie eine Tochter eines Bauern des aufgegebenen Haihofs. Sie hatte sich heimlich Hexenkulten und der schwarzen Magie verschrieben. In einer Osternacht, in der sie mit einem wilden Tanz dem Teufel huldigte, ertrank sie bei einem plötzlich auftretenden Hochwasser der Wurm. Wegen ihrer Sünden kann sie keine Ruhe finden. Als Weiße Frau mit dürren Knochenhänden versuchte sie der Sage nach einen Wanderer in den Fluss zu ziehen. Der Dürener Lehrer und Erzählforscher Heinrich Hoffmann (1848–1918) hat die Sage verschriftlicht.
Bis 2003 wurde ein Rechtsstreit geführt, ob die Statue einer Zeichnung der niederländischen Künstlerin Annegret Janssen-Stassen entspricht. Das Landgericht Köln und das Oberlandesgericht Köln entschieden gegen die klagende Künstlerin. Am Bundesgerichtshof klagte die Künstlerin gegen die Nicht-Zulassung der Klage erfolglos.